# Immigrantmuseet
Das Immigrantmuseet ist ein dänisches Migrationsmuseum in der Kommune Furesø bei Kopenhagen.
Das Museum wurde im Januar 2012 eröffnet und zeigt 500 Jahre Migrationsgeschichte in Dänemark. Gezeigt wird die Vielfalt der Migrationsprozesse anhand von chinesischen Restaurants in Kopenhagen, der Ansiedlung von Deutschen in Jütland, der Burkazählung oder der Einführung des Christbaums durch Einwanderer.